# Ioana Bortan
Ioana Bortan (n. 23 ianuarie 1989, Sighișoara, Mureș, România) este o jucătoare română de fotbal pe postul de mijlocaș.

## Carieră
În prezent joacă pentru Farul Constanța în Liga I. A jucat în Liga Campionilor cu CFF Clujana și Olimpia Cluj și în Finlanda la Kuopion Palloseura și este componentă a echipei naționale a României.

## Palmares
- Liga I (14): 2009, 2011, 2012, 2013, 2014, 2015, 2016, 2017, 2018, 2019, 2021, 2022, 2023, 2024
- Cupa României (8): 2011, 2012, 2013, 2014, 2015, 2017, 2021, 2022
- Cea mai bună jucătoare de fotbal din România (1): 2016[2]